# فستالية جميلة
فستالية جميلة (الاسم العلمي: Vestalis venusta) هي نوع من الحشرات يتبع جنس الفستالية من الفصيلة الرعاشية.